# Karolina Wydra
Karolina Wydra (* 5. März 1981 in Oppeln, Polen) ist eine polnischstämmige, US-amerikanische Schauspielerin und Model.

## Leben
Mit ihrer Familie wanderte Karolina Wydra im Alter von elf Jahren in die USA ein. Bei einem Einkaufsbummel wurde sie als Model entdeckt und konnte sich relativ schnell etablieren. Nachdem sie bereits international gebucht wurde, bestanden ihre Eltern allerdings darauf, dass sie ihre Schule beendet. Ihre Karriere wurde dadurch nicht behindert. So modelte sie später noch für Calvin Klein, Armani und drehte an der Seite von George Clooney einen Werbespot für Nespresso. Seit 2008 schauspielert sie auch und war unter anderem in Abgedreht und Crazy, Stupid, Love. zu sehen. In der Fernsehserie Dr. House spielte sie ab der vorletzten Staffel sechs Folgen die Rolle der Dominika House, die Ehefrau der Hauptfigur Dr. Gregory House.

## Filmografie (Auswahl)
- 2008: Abgedreht (Be Kind Rewind)
- 2008: Criminal Intent – Verbrechen im Visier (Law & Order: Criminal Intent, Fernsehserie, eine Folge)
- 2011: Crazy, Stupid, Love.
- 2011–2012: Dr. House (House, Fernsehserie, sechs Folgen)
- 2012: After
- 2013: Europa Report
- 2013–2014: True Blood (Fernsehserie, 14 Folgen)
- 2014: Scorpion (Fernsehserie, 1 Folge)
- 2017: Sneaky Pete (Fernsehserie, acht Folgen)
- 2017: Quantico (Fernsehserie, fünf Folgen)
- 2017: Twin Peaks (Fernsehserie, eine Folge)
- 2019: A Score to Settle
- 2019: Marvel’s Agents of S.H.I.E.L.D. (Fernsehserie, sieben Folgen)